# حزب عدالت (ایران)
حزب عدالت یک حزب سیاسی در ایران به رهبری علی دشتی بود که آن را با دیگر روشنفکرانی که در سیاست اوایل دهه ۱۹۲۰ شرکت کرده بودند، بنیان نهاد. از دیگر سیاستمداران این حزب برجسته می‌توان به جمال امامی، ابراهیم کاجانوری، فرج‌الله بهرامی، جمشید علم و ابوالقاسم امینی اشاره کرد.
این حزب انجمنی بود که تا حدی شبیه یک باشگاه خصوصی، با انسجام سازمانی کمی یا احساس هویت جمعی بود. از نظر ایدئولوژیکی، شخصیت ابن حزب متشکل از یک ناسیونالیسم راست میانه بود و از اصلاحات کلی در سیستم‌های اداری و حقوقی و آموزشی حمایت می‌کرد.
این حزب مخالف حزب توده بود و از پادشاهی مشروطه در ایران حمایت می‌کرد. به گفته حسین دادگر که خود از اعضای برجسته حزب عدالت بود، این حزب، برای مقابله با پنجاه و سه نفر کمونیست که حزب خطرناک توده را تأسیس کرده بودند، تشکیل شد.
آنها از دولت محسن صدر حمایت کردند و مخالف دولت احمد قوام و علی سهیلی محسوب می‌شدند.
دفتر مرکزی حزب عدالت منزل دکتر مرزبان واقع در خیابان باغ سپهسالاربود.